# Aaron Yan
Aaron Yan Ya Lun (chino tradicional: 炎亞綸, chino simplificado: 炎亚纶, pinyin: Yán Yǎlún, 20 de noviembre de 1985) es un cantante, actor y modelo taiwanés. Fue miembro de la popular banda taiwanesa Fahrenheit.

## Biografía
De pequeño, su familia se trasladó a Connecticut, Estados Unidos, donde vivió por 5 años antes de regresar a Taiwán. 
Estudió hasta el segundo año en la "Universidad de la Cultura China", donde tomó un curso de periodismo, poco después se trasladó a Jin Wen, para continuar sus estudios en Universidad de Ciencia y Tecnología, donde asistió a un programa de postgrado en inglés. 
Habla y entiende el mandarín taiwanés, así como el inglés, también habla un poco de japonés y cantonés. 
Debido a una previa lesión en la rodilla ha sido eximido del servicio militar taiwanés. 
Es muy buen amigo de la actriz taiwanesa Joanne Tseng.

## Carrera
Fue miembro de la agencia "HIM International Music" por 15 años, hasta octubre de 2019 cuando anunció que no renovaría su contrato.

### Televisión
En agosto de 2004 realizó su debut en televisión cuando se unió al elenco de la serie I Love My Wife donde interpretó a Zheng Wangui.
En 2005 se unió a la serie It Started with a Kiss donde interpretó a Ah Bu, el novio de Lin Chun Mei.
Ese mismo año se unió al elenco de la serie KO One donde dio vida al estudiante Ding Xiaoyu.
En 2007 Aaron volvió a interpretar los personajes de A Bu en la serie They Kiss Again, y a Ding Xiao Yu y a Jiu W en The X-Family.
En noviembre del 2008 obtuvo su primer papel principal cuando se unió al elenco principal del drama de suspenso Mysterious Incredible Terminator donde dio vida  Zhan Shi De.
El 6 de marzo del 2016 se unió al elenco principal de la serie Refresh Man (後菜鳥的燦爛時代) donde interpretó a Ji Wen Kai, el CEO de la corporación de cosméticos "Tian Xi", hasta el final de la serie el 26 de junio del mismo año. La serie alcanzó un gran éxito y la fama de Yan y Joanne Tseng subió.
En el 2018 se unió al elenco de la serie Memories Of Love donde interpretó a Lin Leqing. 
El 9 de julio del 2019 se unió al elenco principal de la serie Please Give Me a Pair of Wings (请赐我一双翅膀) donde dio vida a Long Tianyu, el capitán del equipo de detectives de la policía que tiene un talento extraordinario en investigaciones criminales y rastreo criminal, hasta el final de la serie el 10 de agosto del mismo año.
El 10 de septiembre del mismo año se unió al elenco principal de la serie Kiss, Love and Taste (亲·爱的味道) donde interpreta a Lin Xuan, hasta ahora.

### Música
Es miembro de la agencia "HIM International Music", en el 2004 fue descubierto por "Comic Productions".
En diciembre de 2005 se unió como el integrante más joven de la banda taiwanesa "Fahrenheit", junto a Wu Chun, Jiro Wang y Calvin Chen, hasta la separación del grupo en el 2012. Después de unirse al grupo "Fahrenheit", la agencia cambió su nombre de Aaron Wu Geng Lin a Yan Ya lun (Yan Aaron).
Derivada de la definición de Fahrenheit, cada miembro representa una temporada o temperatura; Aaron representó el frío invierno y su temperatura es 41 grados. 
Después de la separación del grupo Aaron continuó su carrera de cantante, como solista y ha lanzado diversos álbumes que han tenido buena recepción dentro y fuera de Taiwán.
En septiembre del 2006 el grupo lanzó su álbum debut  homónimo titulado Fahrenheit.
En 2007 Yan cantó en solitario para una banda sonora del drama "The X-Family".
En marzo del 2011 lanzó su obra extendida debut "The Nest Me", el álbum pasó 5 semanas en el puesto número 1 en la tabla G-Music.
En octubre del 2012 lanzó su álbum debut "The Moment".
En mayo del 2014 lanzó su segunda obra extendida titulada, "Drama" y en junio del mismo año lanzó su tercera obra extendida llamada, "Cut".
En marzo del 2015 Yan debutó en Japón con el sencillo "Moisturizing", el cual estuvo dentro de los diez primeros lugares del Oricon Singles Chart. En septiembre del mismo año, lanzó su segundo sencillo, titulado "Gelato".
En junio del 2016 Yan lanzó su tercer sencillo japonés titulado "Monochrome Dandy", el sencillo alcanzó el puesto número 8 en el Oricon Singles Chart.
En 2017 participó en el video musical "Twins in the Past Life" junto a la actriz Joanne Tseng.

## Filmografía

### Series de televisión
| Año    | Título                                       | Personaje                          | Canal                       | Notas                                 | Ref.  |
| ------ | -------------------------------------------- | ---------------------------------- | --------------------------- | ------------------------------------- | ----- |
| 2004   | I Love My Wife                               | Zheng Wangui                       | Azio TV                     | invitado                              |       |
| 2005   | It Started With a Kiss                       | Ah Bu (阿布)                       | CTV                         | personaje secundario                  |       |
| 2005   | KO One                                       | Ding Xiao Yu                       | GTV                         | Tercer Protagonista Masculino         |       |
| 2007   | The X-Family                                 | Jiu Da Zhang Lao Wu / Ding Xiao Yu | GTV                         | Tercer Protagonista Masculino         |       |
| 2007   | They Kiss Again                              | Ah Bu (阿布)                       | CTV                         | personaje secundario                  |       |
| 2008   | Mysterious Incredible Terminator (Pi Li MIT) | Zhan Shi De / 007                  | GTV                         | protagonista                          | [ 4 ] |
| 2009   | K.O.3an Guo                                  | Jiu Da Zhang Lao Wu / Ding Xiao Yu | FTV / GTV                   | invitado                              |       |
| 2010   | Love Buffet                                  | Xing Yi Cheng / Xiao Yi            | FTV                         | segundo protagonista masculino        |       |
| 2010   | Gloomy Salad Days                            | Shen Qi                            | PTS                         | protagonista                          |       |
| 2011   | Sunny Girl                                   | Él mismo                           | TTV Main Channel            | invitado                              |       |
| 2012   | Alice in Wonder City                         | He Ting Yu                         | CTS                         | protagonista                          |       |
| 2013   | Just You                                     | Qi Yi                              | SETTV                       | protagonista                          | [ 5 ] |
| 2014   | A Time of Love                               | Chan Dai Tin                       | TVB Jade                    | protagonista Story 3: Cartoon / Comic |       |
| 2014   | Fall in Love with Me                         | Lu Tian Xing / Xiao Lu             | TTV                         | protagonista                          | [ 6 ] |
| 2015   | Dear Mom                                     | Shika                              | SETTV                       | Cameo                                 |       |
| 2016   | Refresh Man                                  | Ji Wen Kai                         | SETTV                       | protagonista                          |       |
| 2018   | Memories Of Love                             | Lin Leqing                         |                             |                                       |       |
| 2019   | Please Give Me a Pair of Wings               | Long Tianyu                        | iQiyi, Tencent Video, Youku | protagonista                          |       |
| 2019 - | Kiss, Love and Taste                         | Lin Xuan                           |                             | protagonista                          |       |

### Películas
| Año  | Título                        | Personaje | Notas                            |
| ---- | ----------------------------- | --------- | -------------------------------- |
| 2019 | Gong Xian (巩仙)              | Gong Rong | junto a Lai Yumeng y Jia Zhengyu |
| 2018 | Sky Lantern                   | -         | junto a Kim So-eun y Song Yang   |
| 2016 | The New Year's Eve of Old Lee | Peter     |                                  |

### Programas de variedades
| Año  | Programa                                                    | Notas                          |
| ---- | ----------------------------------------------------------- | ------------------------------ |
| 2020 | The Treasured Voice                                         |                                |
| 2019 | Actors Please Take Your Place - Acting Age - 14 to 15 Years | miembro                        |
| 2019 | Super Penguin League                                        |                                |
| 2018 | Tonight Live Show                                           | invitado                       |
| 2016 | Who's the Murderer                                          | ep. #11 - invitado             |
| 2008 | Sunshine Nation 2008                                        | junto a Calvin Chen - invitado |

### Revistas / Sesiones fotográficas
| Año  | Título                            | Notas                    |
| ---- | --------------------------------- | ------------------------ |
| 2020 | So Cool Magazine                  | [ 8 ]                    |
| 2020 | Leon Young Magazine               | (publicación de febrero) |
| 2020 | Hero Magazine                     | (publicación de febrero) |
| 2020 | Link Magazine                     |                          |
| 2019 | Variety China                     |                          |
| 2019 | Cosmopolitan China                |                          |
| 2019 | Southern Metropolis Entertainment |                          |

### Apariciones en videos musicales
| Año  | Artista    | Canción               | Notas |
| ---- | ---------- | --------------------- | ----- |
| 2015 | Selina Jen | "To the Broken Heart" |       |

## Discografía

### Singles
| Año  | Título / Track          | Artistas | Notas                                   | Ref. |
| ---- | ----------------------- | -------- | --------------------------------------- | ---- |
| 2007 | Yuan Yi Bu Ai Ni        | Aaron    | The X-Family OST                        |      |
| 2012 | Yuan Lai                | Aaron    | Alice in Wonder City                    |      |
| 2013 | Dang Bu Zhu De Tai Yang | Aaron    | Just You                                |      |
| 2014 | 1/2 (二分之一)          | con G.NA | Fall in Love with Me                    |      |
| 2014 | Tai Bei Chen Shui Le    | Aaron    | Fall in Love with Me                    |      |
| 2014 | Wei Yi De Mei Gui       | Aaron    | Fall in Love with Me                    |      |
| 2014 | Mei Gui Ju              | Aaron    | Fall in Love with Me                    |      |
| 2014 | Duo Yu De Wo            | Aaron    | Fall in Love with Me                    |      |
| 2014 | Zhe Bu Shi Wo           | Aaron    | Fall in Love with Me                    |      |
|      | Yi Dao Bu Jian (NO CUT) | Aaron    | Miniálbum                               |      |
| 2015 | Moisturizing            | Aaron    | Sencillo Japonés                        |      |
| 2019 | I Want to Fly           | Aaron    | OST de "Please Give Me A Pair of Wings" |      |

### Singles Digitales
| Año  | Track                                | Estudio / Album                     | Artistas               | Ref. |
| ---- | ------------------------------------ | ----------------------------------- | ---------------------- | ---- |
| 2005 | Yi Ge Ren Liu Lang                   | KO One Album                        | Fahrenheit             |      |
| 2006 | Zhi Dui Ni You Gan Jue               | Tokyo Juliet OST                    | Fahrenheit & Hebe Tien |      |
| 2006 | Chao Xi Huan Ni                      | Hanazakarino Kimitachihe Soundtrack | Fahrenheit             |      |
| 2006 | Wo You Wo De Young (I Have My Youth) | Hanazakarino Kimitachihe Soundtrack | Fahrenheit             |      |
| 2006 | Ai Dao (Love Arrives)                | Hanazakarino Kimitachihe Soundtrack | Fahrenheit             |      |
| 2007 | Bu Hui Ai                            | The X-Family Soundtrack             |                        |      |
| 2007 | Chu Shen Ru Hua                      | The X-Family Soundtrack             |                        |      |
| 2007 | Xin Wo                               | Romantic Princess                   | Fahrenheit & S.H.E     |      |
| 2008 | Heng Xing (Star)                     | Rolling Love OST                    | Fahrenheit             |      |
| 2008 | Dong Mai (Artery)                    | Mysterious Incredible Terminator OP | Fahrenheit             |      |
| 2009 | Mo Mo (Silently)                     | ToGetHer Soundtracks                | Fahrenheit             |      |
| 2009 | Yue Lai Yue Ai                       | ToGetHer Soundtracks                | Fahrenheit             |      |

### EP y álbumes
| Año  | Álbum       | Artistas | Compañías                             | Detalles                                                                 | Ref. |
| ---- | ----------- | -------- | ------------------------------------- | ------------------------------------------------------------------------ | ---- |
| 2011 | The Next Me | Aaron    | HIM International Music & Pony Canyon | - Título chino: 下一個炎亞綸 - Fecha de lanzamiento: 25 de marzo de 2011 |      |
| 2012 | The Moment  | Aaron    | HIM International Music & Pony Canyon | - Título chino: 紀念日 - Fecha de lanzamiento: 19 de octubre de 2012     |      |
| 2014 | Drama       | Aaron    | HIM International Music               | - Fecha de lanzamiento: 30 de mayo de 2014                               |      |
| 2014 | Cut         | Aaron    | HIM International Music               | - Fecha de lanzamiento: 27 de junio de 2014                              |      |

### Otros
| Año  | Título                   | Álbum                                                  | Notas                                                                                            |
| ---- | ------------------------ | ------------------------------------------------------ | ------------------------------------------------------------------------------------------------ |
| 2020 | 战疫                     | Lanzado por China Federation of Literary & Art Circles | (Canción y mensajes para apoyar a quienes luchan contra el coronavirus) - junto a otros artistas |
| 2019 | Song of Purity and Peace |                                                        | (canción interpretada en el final del programa "Actor Please Take Your Place")                   |

## Premios y nominaciones
| Año  | Categoría                                       | Premio             | Serie       | Resultado |
| ---- | ----------------------------------------------- | ------------------ | ----------- | --------- |
| 2016 | Best Actor                                      | Sanlih Drama Award | Refresh Man | Nominado  |
| 2016 | Best Screen Couple Award (junto a Joanne Tseng) | Sanlih Drama Award | Refresh Man | Nominados |
| 2016 | Best Kiss Award (junto a Joanne Tseng)          | Sanlih Drama Award | Refresh Man | Nominados |